# Мацусима (бронепалубный крейсер)
«Мацусима» (松島) — бронепалубный крейсер Японского Императорского флота. Считается головным в серии из трёх крейсеров типа «Мацусима» (хотя крейсер «Ицукусима» был заложен и спущен на воду раньше). Участвовал в Японо-китайской войне и Русско-японской войне.
Как и все корабли серии, крейсер получил название в честь одного из трёх наиболее живописных видов Японии — группы островов Мацусима.

## История службы

### Строительство корабля

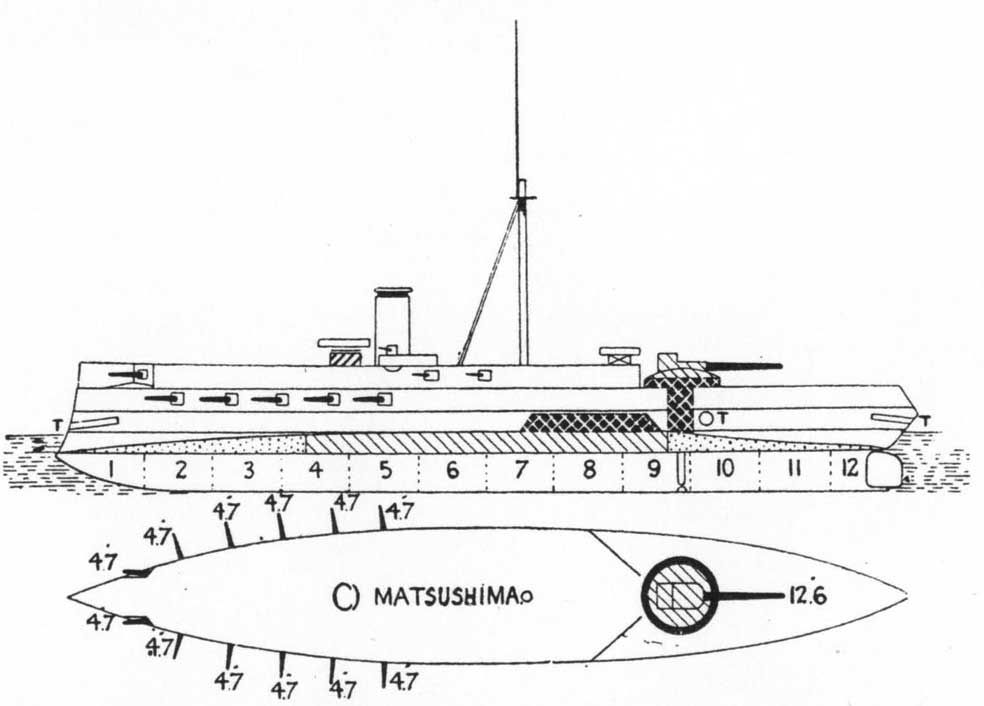
Схема крейсера «Мацусима»

Уже после закладки корабля было принято решение о переносе орудия главного калибра с носа в корму для обеспечения лучшей мореходности. В результате при сохранившихся основных размерах было полностью изменено размещение средней и малокалиберной артиллерии, погребов боезапаса, бортовых торпедных аппаратов и шлюпок. Появившийся полубак обеспечил лучшую мореходность корабля, по сравнению с другими крейсерами серии.
После проведения испытаний, 5 апреля 1892 года крейсер был зачислен в состав ВМС Японии. С 23 июля по 19 октября 1892 года «Мацусима» совершил переход в Японию, где вошёл в состав эскадры военно-морской базы Сасебо.

### Японо-китайская война

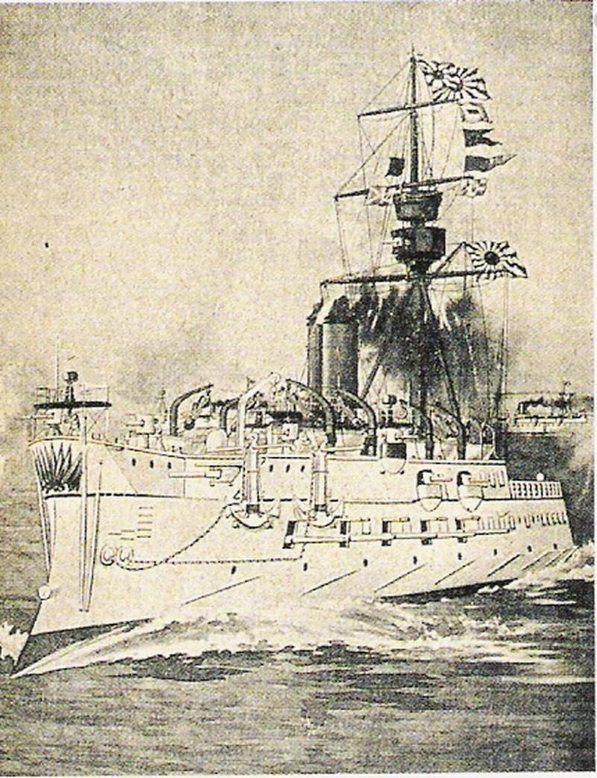
«Мацусима» под флагом вице-адмирала Ито Сукэюки

С началом японо-китайской войны «Мацусима», имевший только что отремонтированные котлы из кораблей своего типа, стал флагманским кораблём командующего Объединённого флота вице-адмирала Ито Сукэюки.
17 сентября 1894 года «Мацусима» принял участие в Сражении у реки Ялу. Крейсер «Мацусима» во главе колонны главных сил японского флота в начале вёл бой с броненосным крейсером «Пинъюань», поддержанного минным крейсером «Гуанбин» и двумя миноносцами. Артиллерийская дуэль двух кораблей продолжалась несколько минут на дистанции от 6,5 до 1,5 кабельтовых. В ходе боя «Мацусима» получила от «Пинъюаня» попадание в левый борт 259-мм снарядом, который пробил небронированный борт, сбил торпедный аппарат и убил четырёх человек из его расчёта, прошёл через подшкиперскую и разбился без взрыва о барбет главного орудия. В свою очередь огнём с «Мацусимы» удалось вывести из строя единственное крупнокалиберное орудие «Пинъюань». Адмирал Ито, чтобы не оказаться между двух огней, прекратил бой с «Пинъюань», повернув последовательно корабли своего отряда против подходивших китайских броненосцев «Динъюань» и «Чжэньюань» и крейсеров.
Сражаясь с броненосцами «Мацусима» получил значительные повреждения. В том числе два 305-мм снарядов с броненосца «Чжэньюань» вывели из строя главное орудие. Уже к концу боя ещё два 305-мм снаряда с этого же броненосца попали в левый борт на уровне жилой палубы. Один из них, неразорвавшись, прошёл через оба борта и упал в море. Другой ударился о щит 120-мм орудия № 4 на батарейной палубе и взорвавшись вызвал детонацию приготовленных к выстрелу патронов. Произошедший взрыв повредил обе палубы и вызвал большой пожар. В месте взрыва батарейная палуба прогнулась вниз, две верхние — выгнулись вверх. В результате взрыва погибло 28 человек из экипажа и 68 были ранены. Из десяти 120-мм орудий батарейной палубы четыре вышли из строя. Пожар разгорелся как раз над крюйт-камерой. Броня над крюйт-камерой от удара снаряда треснула, и находившиеся в ней унтер-офицер и матрос, через щели увидели огонь. Своей одеждой они заделали трещины в палубе сверху, тем самым спася корабль от гибели в результате взрыва боезапаса. Малокалиберными снарядами были повреждены палубы, мачта, шлюпки, в нескольких местах пробита паровая труба.

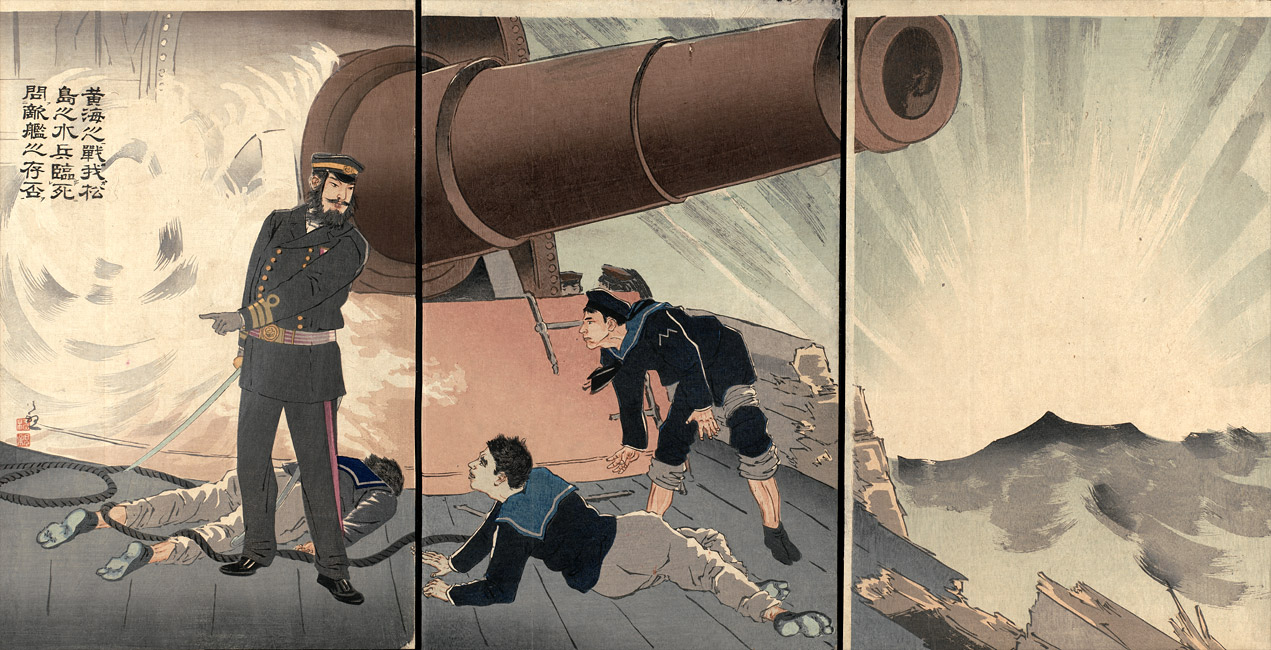
«Мацусима» в бою. Художник Кобаяси Киётика. 1894 год

Для исправления повреждений корабль был вынужден выйти из боя. С пожаром удалось справиться. На место выбывшей орудийной прислуги встали музыканты корабельного оркестра. Всего в ходе боя попало не менее 13 снарядов из них не менее четырёх 305-мм снарядов с китайских броненосцев. Потери экипажа составили 57 убитых и умерших от ран (в том числе три офицера) и 54 раненых (в том числе четыре офицера).
Результаты действий и характер полученных повреждений крейсера «Мацусима» в Сражении при реке Ялу подтвердили на практике недостатки данного проекта, в том числе слабое бронирование, низкую скорострельность артиллерии главного калибра (в ходе боя «Мацусима» и «Хасидатэ» произвели по четыре выстрела из 320-мм пушки, «Ицукусима» — пять, средняя скорострельность около одного выстрела в час).
После боя адмирал Ито со штабом на уцелевшей шлюпке перебрался на менее всего пострадавший «Хасидатэ», а «Мацусима» убыл для ремонта в Куре. В течение 26 дней были залатаны пробоины, восстановлены паровые магистрали, отремонтированы орудия, за исключением временно снятого правого носового 120-мм.
К ноябрю «Мацусима» смог присоединиться к главным силам, приняв участие в осаде Порт-Артура и Вэйхайвэя. 7 февраля 1895 года в бою с береговыми батареями крейсер получил два попадания. Один снаряд уничтожил штурманскую рубку и повредил дымовую трубу, второй разорвался над броневой палубой в районе торпедного аппарата. Два человека из команды получили ранения. 12 февраля на борту «Мацусима» командующий Бэйянского флота адмирал Дин Жучан (по другим данным — его представители) подписал акт о капитуляции Вэйхайвэя.
В 1895 году крейсер «Мацусима» участвовал в захвате Пескадорских островов и острова Тайвань, в том числе 13 октября 1895 года участвовал в бомбардировке фортов Гаосюн (Такао).

### Межвоенный период
29 ноября 1897 года у острова Сикоку броненосец «Фусо» сильным ветром сорвало с якоря. «Мацусима», неудачно сманеврировав, протаранил дрейфовавший корабль. «Фусо» затонул, успев добраться до мелководья, и впоследствии, был поднят.
В 1898 году «Мацусима» переклассифицирован в крейсер 2 класса.
С 3 мая по 15 сентября 1898 года, во время испано-американской войны, «Мацусима» крейсировал между Тайванем и Манилой, для обеспечения возможной защиты японцев, проживающих на Филиппинах.
В апреле 1900 года крейсер принимал участие в больших манёврах Императорского флота в составе Блокирующей эскадры.
В 1900-1901 годах в ходе подавления восстания ихэтуаней «Мацусима» сопровождал транспорты с японскими войсками, перебрасываемыми в Китае.
В феврале 1901 года корабль прошёл капитальный ремонт на верфи в Сасебо, в ходе которого бывшие шесть огнетрубных котлов заменили на восемь более надёжных и производительных водотрубных системы Бельвиля.
После замены котлов корабль вошёл в состав 4 учебного отряда для навигационной и артиллерийской подготовки курсантов.

В 1902 году крейсер прошёл капитальный ремонт, во время которого малокалиберная артиллерия была заменена на два 75-мм и 15 47-мм орудий. 120-мм орудия перераспределены между палубами: на батарейной палубе оставлено по три орудия на борт, по два орудия на борт перенесли уровнем выше.
После ремонта «Мацусима» была направлена к острову Минамитори в северо-западной части Тихого океана для утверждения его подтверждения его принадлежности Японии, оспариваемой США.
В 1903 году «Мацусима» с курсантами на борту совершил первое дальнее заграничное плаванье к берегам Австралии.

### Русско-японская война
Перед началом русско-японской войны крейсер «Мацусима» вошёл в состав 5-го боевого отряда 3-й эскадры Соединённого флота. С 6 февраля 1904 года крейсер в составе своего отряда приступил к сторожевой службе в Корейском проливе, базируясь в порту Такесики на острове Цусима.
1 мая крейсер в составе отряда был задействован для конвоирования транспортов, перевозящих 2-ю японскую армию, с конца мая — принимал участие в блокаде Порт-Артура.
5 июля «Чин-Иен» и «Мацусима» безрезультатно обстреляли находившиеся в бухте Тахе русские корабли «Новик», «Гиляк», «Гайдамак» и «Всадник».
26 июля «Мацусима» в составе отряда участвовал в перестрелке с крейсером «Баян».
8 августа в составе отряда участвовал в бою с русскими кораблями, обстреливающим японские сухопутные части, в том числе «Новик», «Бобр», «Гремящий» и миноносцами.
10 августа «Мацусима» в составе отряда принял участие в бою в Жёлтом море. После боя к исходу дня отряд вёл наблюдение за русскими кораблями, возвращавшимися в Порт-Артур, а «Мацусима» направился к командующему Соединённым флотом с докладом о местонахождении основной части русской эскадры.
После окончания осады Порт-Артура 2 февраля «Мацусима» пришёл в Хакодате и, пополнив запасы, с 12 февраля начал крейсировать в восточной части Сангарского пролива. В ходе крейсерства был задержан и отправлен в Хакодате английский пароход «Истрия» с грузом угля (впоследствии по решению призового суда отпущен). 28 февраля крейсер «Мацусима» пытался подойти для проверки к замеченному у острова Кунашир затертому льдами пароходу, однако льдинами была обломана одна лопасть правого винта, сделаны вмятины в обшивке корпуса. 1 марта крейсер был вынужден уйти на ремонт в Хакодате, не дождавшись смены. Ремонтные работы проводились с марта по апрель 1905 года в Сасебо.
27 мая 1905 года в Цусимском сражении «Мацусима» действовал в составе 5-го боевого отряда. После обнаружения вспомогательными крейсерами русской эскадры, выйдя со стоянки в заливе Одзаки на острове Цусима, отряд обнаружил противника около 08:00 и начал ведение наблюдения. После начала боя главных сил 5-й отряд получил приказ атаковать арьергард российских сил, но из-за дымки потерял контакт и смог начать бой с русскими крейсерами только около 16:30-16:40. Крейсер «Мацусима» открыл огонь по крейсерам «Олег» и «Аврора» в 17:08 минут с дистанции около 7000 метров. В ходе боя в крейсер «Мацусима» попал один снаряд, ранивший одного матроса и повредивший рулевое управление. В результате крейсер вышел из боя и смог присоединиться к своему отряду после исправления повреждений уже после завершения дневного боя.
28 мая около 05:20 5-й отряд обнаружил шедший в направлении Владивостока отряд контр-адмирала Небогатова, немедленно доложив об этом своему командующему.
После сражения, 30 мая, пополнив запасы, крейсер «Мацусима» в составе отряда продолжил дозорную службу в Корейском проливе.
14 июня все крейсера типа «Мацусима» вошли в сформированный 8-й боевой отряд 4-й эскадры.
С 17 по 20 июня крейсер нёс дозорную службу в Корейском проливе. С 19 июня в составе своего отряда вошёл в состав северной эскадры, предназначенной для захвата острова Сахалин.
20 июня «Мацусима» прибыл в Оминато для несения дозорной службы в Сангарском проливе и у Курильских островов.
4 июля «Мацусима» с отрядом вышел из Оминато в составе конвоя первого десантного эшелона 13-й пехотной дивизии Харагути.
Утром 7 июля личный состав крейсера принимал участие в десанте для захвата плацдарма у деревни Мерея, после чего была начата высадка подразделении сухопутных войск.
13 августа «Мацусима», под флагом вице-адмирала Дэвы Сигэто, с «Хасидатэ» и «Окиносима» вышел из Хакодате через Корсаковске в Александровск (прибыл 31 августа).
В сентябре-октябре «Мацусима» вышел в Сасебо для ремонта.

### Завершение службы
После окончания русско-японской войны крейсер «Мацусима» снова стал использоваться в качестве учебного корабля, совершив в 1906, 1907 и 1908 годах заграничные плаванья с курсантами на борту к берегам Юго-Восточной Азии и Австралии.
30 апреля 1908 года, при возвращении из учебного похода, на находившемся в гавани Мако на острове Тайвань крейсере произошёл взрыв порохового зарядного погреба. Корабль накренился на правый борт и затонул кормой. Погибло 206 человек, в том числе 32 курсанта. Достоверно установить причину взрыва, приведшего к одной из крупнейших морских катастроф XX века, не удалось. По результатам проведённого расследования взрыв отнесли к неправильным действиям экипажа.
31 июля 1908 года крейсер «Мацусима» исключили из списков кораблей японского флота. Позднее на месте гибели остатки его корпуса разобрали на металл.

На память о крейсере «Мацусима», снаряд 320-мм орудия, поднятый при разборке корабля, установлен в храме Омидо-дзи в посёлке Михама префектуры Айти, на морском кладбище в Сасебо, префектуры Нагасаки, установлен памятник погибшим морякам.

## Командиры корабля
- капитан 1-го ранга Самэдзима Кадзунори[яп.] (鮫島 員規) — с 17 июня 1891 года по 20 мая 1893 года[8].
- капитан 1-го ранга Хидака Сонодзё[яп.] (日高 壮之丞)— с 18 мая по 25 июля 1895 года[9].
- капитан 1-го ранга Мацунага Юдзю[яп.] (松永　雄樹) — с 25 июля по 28 сентября 1895 года[9].
- капитан 1-го ранга Сава Рёкан (沢 良煥) (沢　良煥) — с 27 декабря 1895 года по 27 декабря 1897 года[9].
- капитан 1-го ранга Сакураи Кикунодзо[яп.] (桜井規矩之左右) — с 27 декабря 1897 года по 1 марта 1898 года[10].
- капитан 1-го ранга Эндо Китаро (遠藤 喜太郎) — с 1 марта 1898 года по 1 февраля 1899 года[11].
- капитан 1-го ранга Уриу Сотокити (瓜生　外吉) — с 1 февраля по 17 июня 1899 года[8][12].
- капитан 1-го ранга Оиноуэ Кюма (大井上 久麿) — с 13 февраля по 6 декабря 1900 года[11].
- капитан 1-го ранга Тэрагаки Идзо (寺垣 猪三) — с 6 декабря 1900 года по 4 февраля 1901 года[13].
- капитан 1-го ранга Идзити Хикодзиро (伊地知 彦次郎) — с 11 июня 1902 года по 26 сентября 1903 года[14].
- капитан 1-го ранга Кавасима Рэйдзиро (Kawashima, Reijiro) — с 26 сентября 1903 года по 12 января 1905 года[15].
- капитан 1-го ранга Окумия Мамору (奥宮 衛) — с 12 января 1905 года по 12 октября 1906 года[16].
- капитан 1-го ранга Номагути Канэо (Nomaguchi, Kaneo) — с 12 октября 1906 года по 28 сентября 1907 года[17].

## Галерея

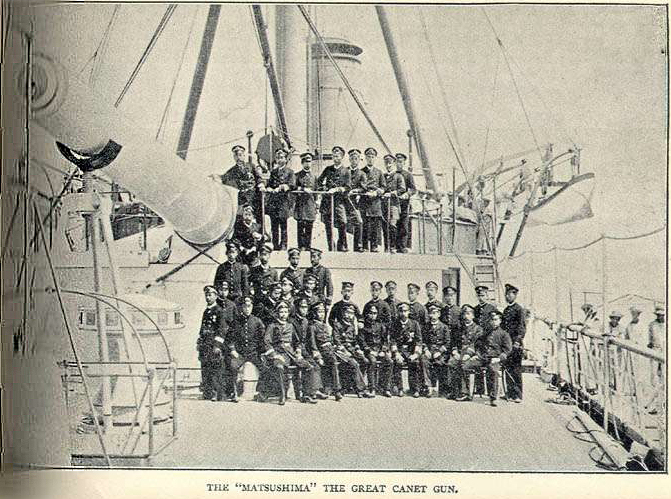
Офицеры крейсера у орудия главного калибра, 1895 год
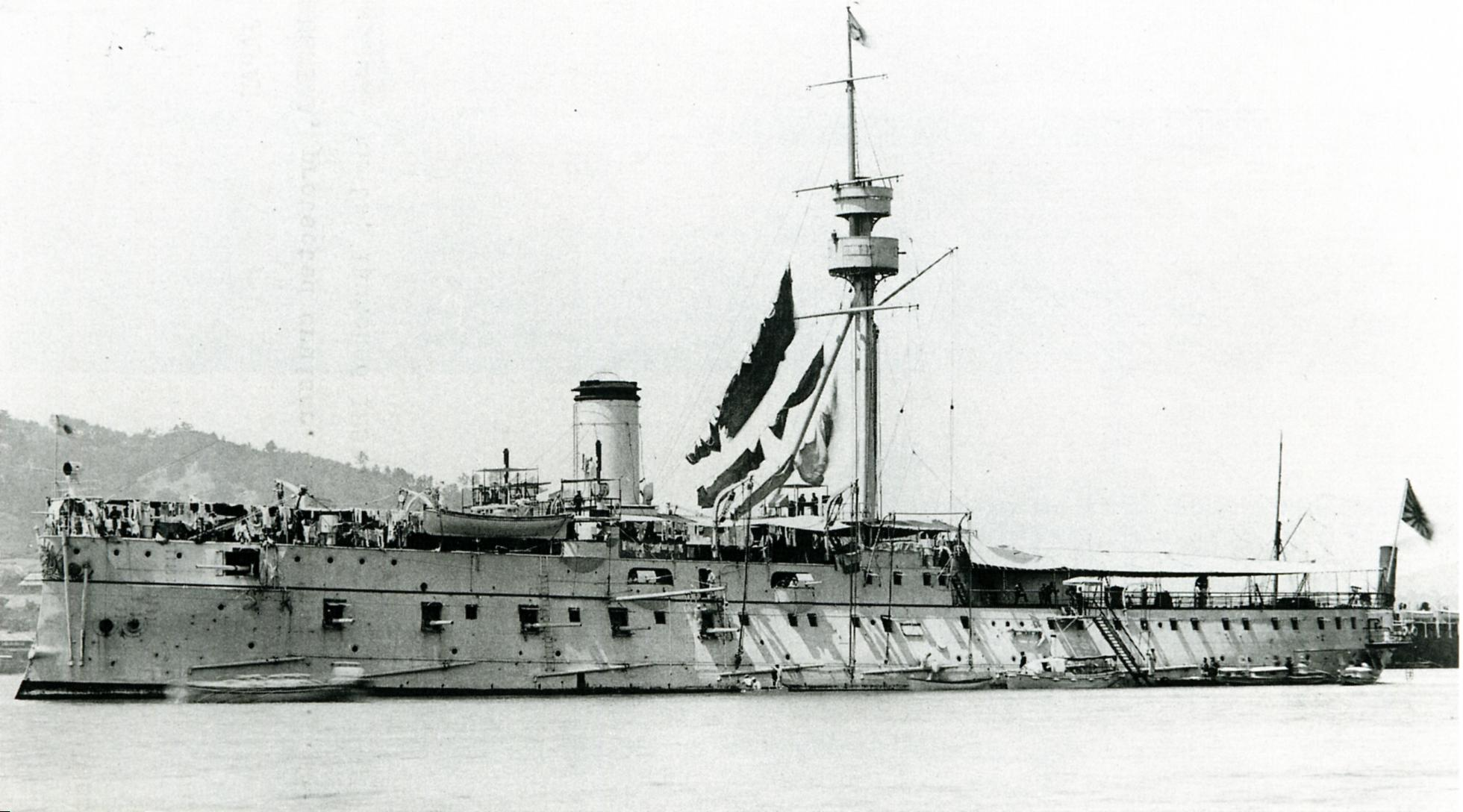
Крейсер «Мацусима» на параде, 1896 год
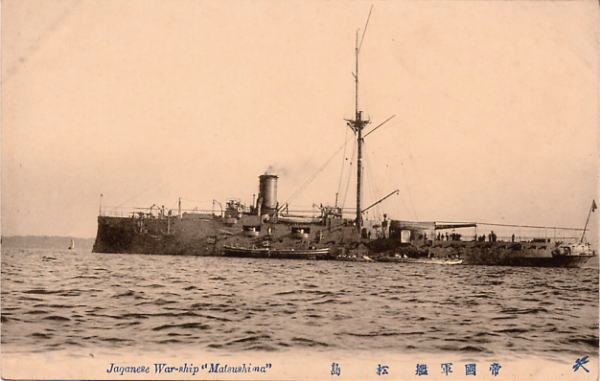
Крейсер «Мацусима» на почтовой открытке 1905 года